# Сітище
Сітище (рос. Сетище) — село у Красненському районі Бєлгородської області Російської Федерації.
Населення становить 1009 осіб. Входить до складу муніципального утворення Сетищенське сільське поселення.

## Історія
Населений пункт розташований у східній частині української суцільної етнічної території — східній Слобожанщині.
Згідно із законом від 20 грудня 2004 року № 159 від 20 грудня 2004 року органом місцевого самоврядування було Сетищенське сільське поселення.

## Населення
| 2002 | 2010  | 2012 | 2013 | 2014 | 2015 | 2016 |
| ---- | ----- | ---- | ---- | ---- | ---- | ---- |
| 1005 | ↗1009 | ↘994 | ↘949 | ↘933 | ↘911 | ↘882 |